# 山盛由果
山盛 由果（やまもり ゆか、10月27日 - ）は、日本の女性声優。大阪府出身。青二プロダクション所属。

## 略歴
大阪芸術大学初等芸術教育学科卒業。ヒューマンアカデミー大阪校卒業。

## 人物
資格は司書資格、幼稚園教諭一種免許。趣味は回転寿司食べ比べ。特技はイラスト描画、消しゴムハンコ作り。方言は大阪弁。
テレビ番組でのナレーションやボイスオーバーの出演が多い。

## 出演
太字はメインキャラクター。

### テレビアニメ
- ちびまる子ちゃん（男の子）

### 劇場アニメ
- えんぎもん（2018年、天野川ひみ[2]）

### ゲーム
- モンスター烈伝 オレカバトル（2012年、クロヌシ[3]）
- 北斗が如く（2018年）
- グランドサマナーズ（2018年、タリス）
- ゼノブレイド ディフィニティブ・エディション（2020年、キノ）

### 吹き替え

#### テレビドラマ
- レイジング・ディオン（ニコール）

### テレビドラマ
- コード・ブルー -ドクターヘリ緊急救命-（声の出演）

### テレビ番組
- KAT-TUNの世界一タメになる旅!+（ウグイス嬢）
- サンリオキャラクターズ ポンポンジャンプ!（ズベン）

### テレビ番組(ナレーション)
- 意外とあるかもガッチリ遺産相続
- 池上彰と学ぶ なるほど!富士山7つの秘密
- 内田理央のオタカレ募集中!
- 関ジャニ∞クロニクル
- 激レアさんを連れてきた。（コーナーナレーション）
- 恋する♡週末ホームステイ
- 舌で恋する7日間
- 食と罪〜摂食障害と万引き〜
- だい!だい!だいすけおにいさん!!
- チェイン∞トラベラーズ
- てくてく俳句百景
- 東京2020パラリンピック大図鑑
- 22/7 計算中
- 22/7 検算中
- 22/7 計算外
- 乃木坂46 6th Birthday記念 緊急特別番組「乃木坂46分TV」
- BACKSTAGE（2019年4月7日～4月28日）
- 発表!全ガンダム大投票
- L'Arc〜en〜Ciel LIVE2018L'ArChristmas 特別番組
- さまぁ～ずの画はぁ～く
- THE TIME,（2021年10月01日 - 2023年9月29日、TBSテレビ）[4][5]

### ボイスオーバー
- クレイジージャーニー
- 月曜から夜ふかし
- スッキリ
- 世界遺産
- 世界衝撃映像100連発 カメラが見た劇的瞬間
- 世界の国境を歩いてみたら…
- 世界の何だコレ!?ミステリー
- 世界の果てまでイッテQ!
- 世界はTokyoをめざす
- 日本賞
- 報道特集
- THE TIME,

### ラジオ
- みんなの作文（朗読）[3]

### ラジオドラマ
- 青山二丁目劇場 ファスナー（モフクマ[3]）
- スマホを落としただけなのに（宮本まゆ）

### その他コンテンツ
- ニコニコ生放送「明日、学校へ行きたくない」心の痛みを読む生放送（朗読）
- HELLO OSAKA（ピース・ピリチャー）